# Morlanwelz
Morlanwelz (prononcé : [mɔʀ.lɑ̃.we] ; en wallon Marlanwè) est une commune francophone de Belgique située en Région wallonne dans la province de Hainaut.
La commune fait partie de la région du Centre, avec 19 172 habitants répartis sur trois sections de commune. Dans la seconde moitié du vingtième siècle, la ville belge a accueilli de nombreux immigrants d'origine italienne (environ 3 000), principalement de Villarosa, une ville de l'arrière-pays sicilien avec laquelle Morlanwelz est jumelée depuis 2002.

## Géographie

### Sections de commune
| # | Nom                   | Superf. (km2) | Habitants (2020) | Habitants par km2 | Code INS |
| - | --------------------- | ------------- | ---------------- | ----------------- | -------- |
| 1 | Morlanwelz-Mariemont  | 9,65          | 9 467            | 981               | 58004A   |
| 2 | Carnières             | 7,72          | 8 135            | 1 054             | 58004B   |
| 3 | Mont-Sainte-Aldegonde | 3,01          | 1 516            | 504               | 58004C   |

### Communes limitrophes
| La Louvière | Manage     |                         |
| La Louvière | Morlanwelz | Chapelle-lez-Herlaimont |
| Binche      | Anderlues  | Chapelle-lez-Herlaimont |

## Démographie

### Démographie: Commune fusionnée
En tenant compte des anciennes communes entraînées dans la fusion de communes de 1977, on peut dresser l'évolution suivante :
Les chiffres des années 1831 à 1970 tiennent compte des chiffres des anciennes communes fusionnées.
- Source: DGS , de 1831 à 1981=recensements population; à partir de 1990 = nombre d'habitants chaque 1 janvier[4]

## Héraldique
|  | La commune de Morlanwelz dispose d’un blason qui lui avait été originellement octroyé le 27 juillet 1908 et montrait simplement les armoiries de la Province de Hainaut. Le seul sceau local datant de 1546 montrait également les armoiries de la Province de Hainaut. Après la fusion des communes du 1er janvier 1977, un petit écu a été ajouté avec une bande et deux étoiles pour Mont-Sainte-Aldegonde et les anciennes armoiries de Carnières. Les armoiries de Carnières lui avaient été octroyées le 23 septembre 1931 et étaient blasonnées : "D'or au sautoir de gueules chargé en cœur d'un annelet d'argent ". Blasonnement : Écartelé, aux 1 et 4 d'or au lion de sable armé et lampassé de gueules, aux 2 et 3 d'or au lion de gueules, armé et lampassé d'azur, chargé en abîme d'un écu parti au 1 d'azur à la bande d'argent, accompagnée de deux étoiles d'or, au 2 d'or au sautoir de gueules. - Délibération communale : 20 juin 1977 et 27 mai 1980 - Arrêté royal : 6 octobre 1981 - Moniteur belge : 17 novembre 1981 |
|  | Drapeau de Morlanwelz: Deux laizes longitudinales jaune et rouge avec deux grands losanges évidés se prolongeant l'un dans l'autre, touchant les bords supérieur et inférieur du tablier et formant ainsi la lettre capitale M en noir et la capitale W en jaune.. |

## Politique et administration

### Conseil et collège communal 2024-2030
| Collège communal  |                          |    |
| ----------------- | ------------------------ | -- |
| Bourgmestre       | Jean-Charles Deneufbourg | PS |
| 1er Échevine      | Josée Incannela          | PS |
| 2e Échevin        | Gérard Mattia            | PS |
| 3e Échevin        | François Devillers       | PS |
| 4e Échevin        | Frédéric Scheirelinck    | PS |
| 5e Échevine       | Ines Tasca               | PS |
| Président du CPAS | Nebih Alev               | PS |

### Liste des bourgmestres
- 1977-2000 : Nestor-Hubert Pécriaux[10], (PSB-PS).
- 2001-2012 : Jacques Fauconnier, (PS).
- 2012-2024 : Christian Moureau[11], (PS).
- 2024 : Josée Incannela[12],[13], (PS).
- 2024-: Jean-Charles Deneufbourg[14],[15],[16], (PS).

### Jumelages
- Villarosa (Italie) depuis 2002[17].
- Pleszew (Pologne).
- Le Quesnoy (France).
- Blaj (Roumanie).

## Patrimoine et culture

### Patrimoine architectural
Le patrimoine immobilier classé.

#### Morlanwelz

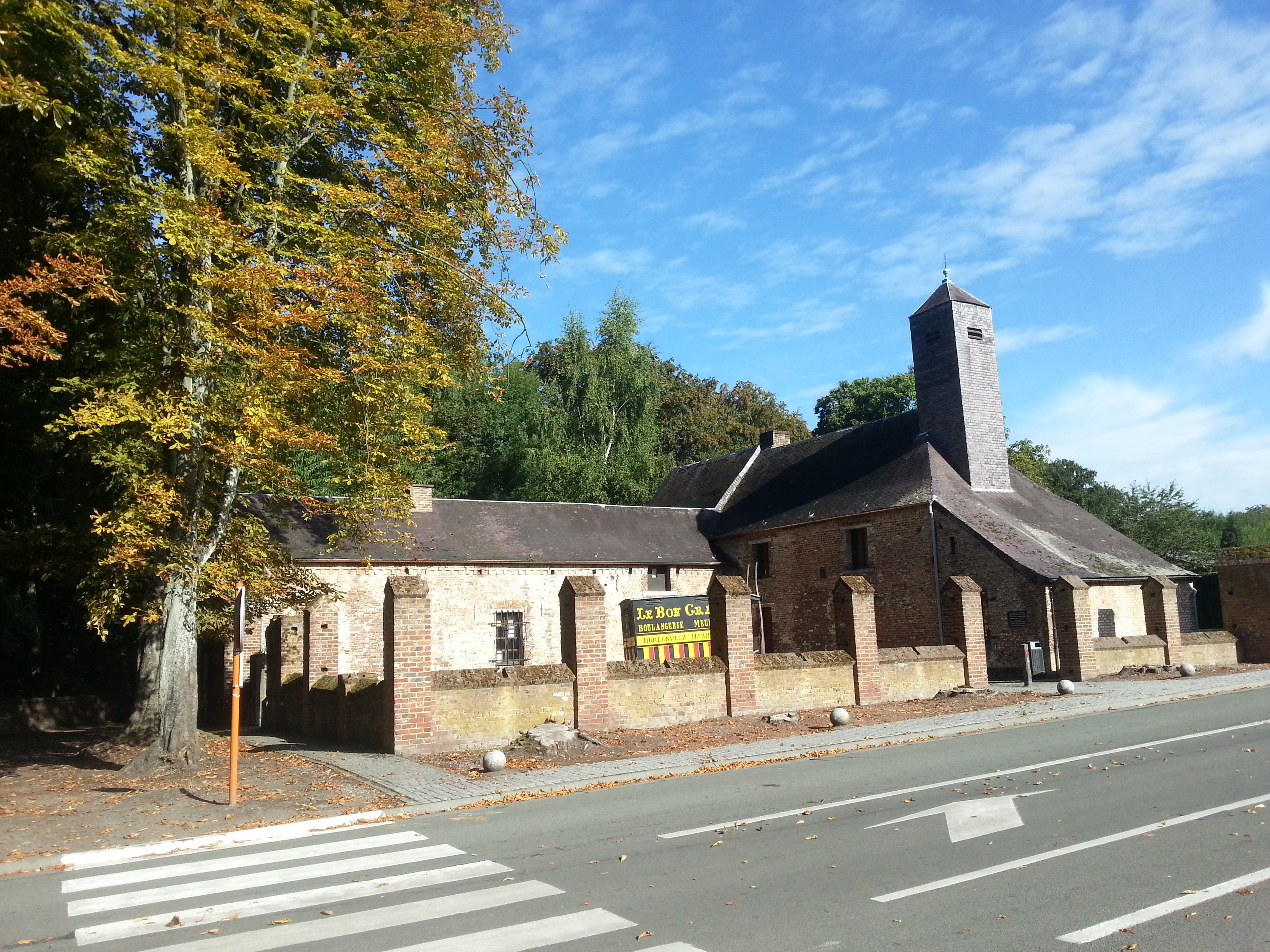
Prieuré de Montaigu.

- Ruines de l'abbaye de l'Olive, fondée en 1218, reposent à Morlanwelz, dans le bois de Mariemont[18].
- Prieuré de Montaigu. Construit en 1615[19].
- Hôtel de ville. Construit en 1895 en style néo-gothique[20],[21].
- Église Saint-Martin. Construite en 1865 et consacrée en 1867[22],.
- Athénée provincial du Centre. Construite en 1909 grâce à Raoul Warocqué[23].
- Ancien orphelinat construit en 1910[24].
- Ancienne crèche construite en 1901[24].
- Ancienne maternité construite en 1907[25].

#### Carnières
- Maison natale du peintre Alexandre-Louis Martin.
- Ancienne maison communale (1837)[26].

#### Mont-Sainte-Aldegonde
- Église Sainte-Aldegonde 1778[27].

### Culture

#### Carnavals

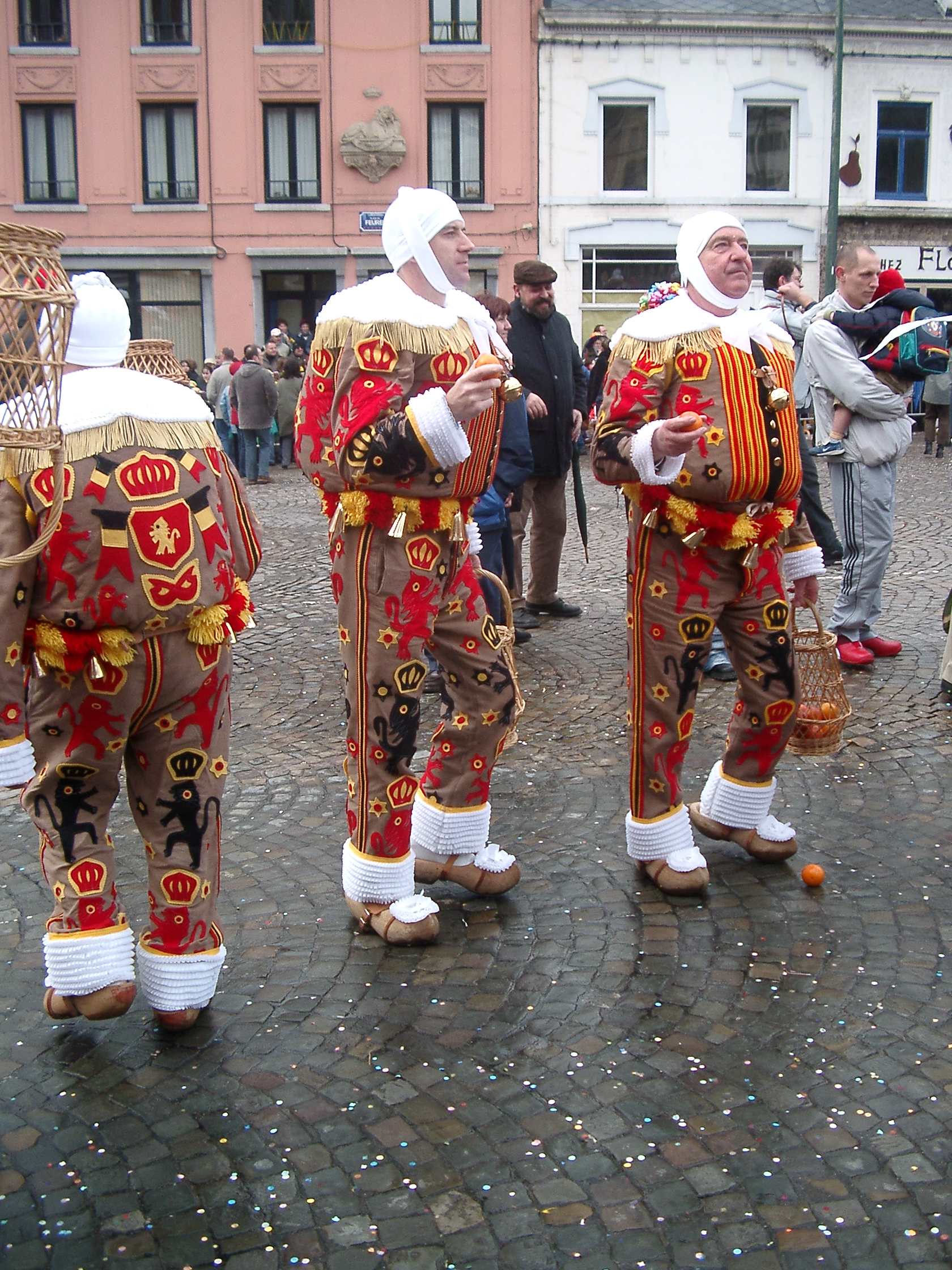
Le Feureu (Carnaval).

- Le Feureu (Carnaval).Le Feureu, se déroule le dimanche qui suit le carnaval de Binche.
- Carnavals : Mont-Sainte-Aldegonde (les premiers gilles de l'année) / Morlanwelz (Feureu - le dimanche suivant le Mardi Gras) / Carnières (le 4e dimanche après le Feureu).

#### Musées
- Musée Alexandre-Louis Martin.
- Musée de la Haute Haine.
- Musée Philippe de Marnix → n'existe plus.
- Musée Royal de Mariemont. Devenue bastion de la dynastie de la famille Warocqué à partie de 1831 lorsque Nicolas Warocqué y fait construire un château de style néo-classique. Celui-ci sera modifié à plusieurs reprises afin de d'y installer les collections rassemblées par les Warocqué. En 1917, à la mort de Raoul Warocqué l'ensemble du domaine est céder à l'Etat belge et le château transformé en musée. En 1960, à la suite d'un incendie, le musée est reconstruite par l'architecte namurois Roger Bastin en 1967 à 1971. Le domaine de Mariemont comprend un parc aménagé dans la tradition des jardins à l'anglaise du XIXe siècle[28].
- Maison du Temps qui passe.
- Maison des Arts et du Patrimoine Social → n'existe plus.

#### Autres événements
- Manade de Collarmont.
- Éditions Lansman.
- Morlanwelz sur Mississippi (jazz).
- La Fête à la Ferme.
- Journée sans voiture (le 3e dimanche de septembre).
- Opération Place aux Enfants (le 3e samedi d'octobre).
- Jogging Les Crêtes de l'Olive (le 4e dimanche d'octobre).
- Grand marché de Noël sous chapiteaux (le 1er week-end de décembre).
- Cérémonie des Noces d'Or (le 3e dimanche de juin).
- Morlanwelz en Fête Voyage en Italie (le 3e week-end de mai).

## Enseignement

### Enseignement communal
- École communale mixte de l'Allée des Hêtres qui n'existe plus.
- École communale mixte de la Place Roosevelt.
- École communale mixte du Centre.
- École communale mixte des Trieux.

### Enseignement provincial
- H.E.P.H. Condorcet / Catégorie pédagogique (anciennement E.N.F.H.).
- I.P.E.P.S. - Carnières / Institut Provincial d'Enseignement de Promotion Sociale - Carnières.
- I.P.E.P.S. - Morlanwelz / Institut Provincial d'Enseignement de Promotion Sociale - Morlanwelz.Athénée provincial de Morlanwelz.

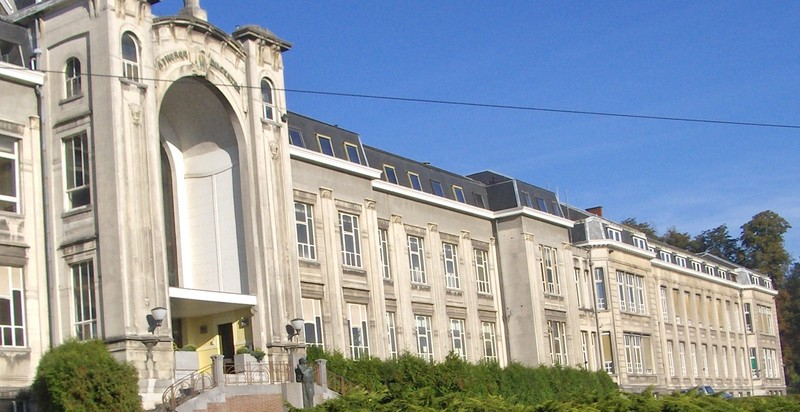
Athénée provincial de Morlanwelz.

- Charles Deliège - coiffure / Institut Provincial Charles Deliège - coiffure.
- Charles Deliège - hôtellerie / Institut Provincial Charles Deliège - hôtellerie.
- Application - maternel et primaire / École fondamentale provinciale d'Application : enseignement maternel et primaire.
- Athénée Provincial Mixte Warocqué.

### Enseignement de la Fédération Wallonie-Bruxelles (Communauté française)
- Institut technique de la Communauté française (ITM).
- Institut d'enseignement de promotion sociale.
- Haute école de la communauté française du Hainaut (HECFH).

### Enseignement Libre
- Collarmont maternel / École maternelle libre Sainte-Thérèse - implantation de Collarmont.
- Enfant-Jésus maternel et primaire / École maternelle et primaire libre subventionnée de l'Enfant-Jésus.
- Saint-Joseph maternel / École maternelle libre Sainte-Thérèse - implantation Saint-Joseph.
- Sainte-Thérèse maternel et primaire / École maternelle et primaire libre Sainte-Thérèse.

## Économie

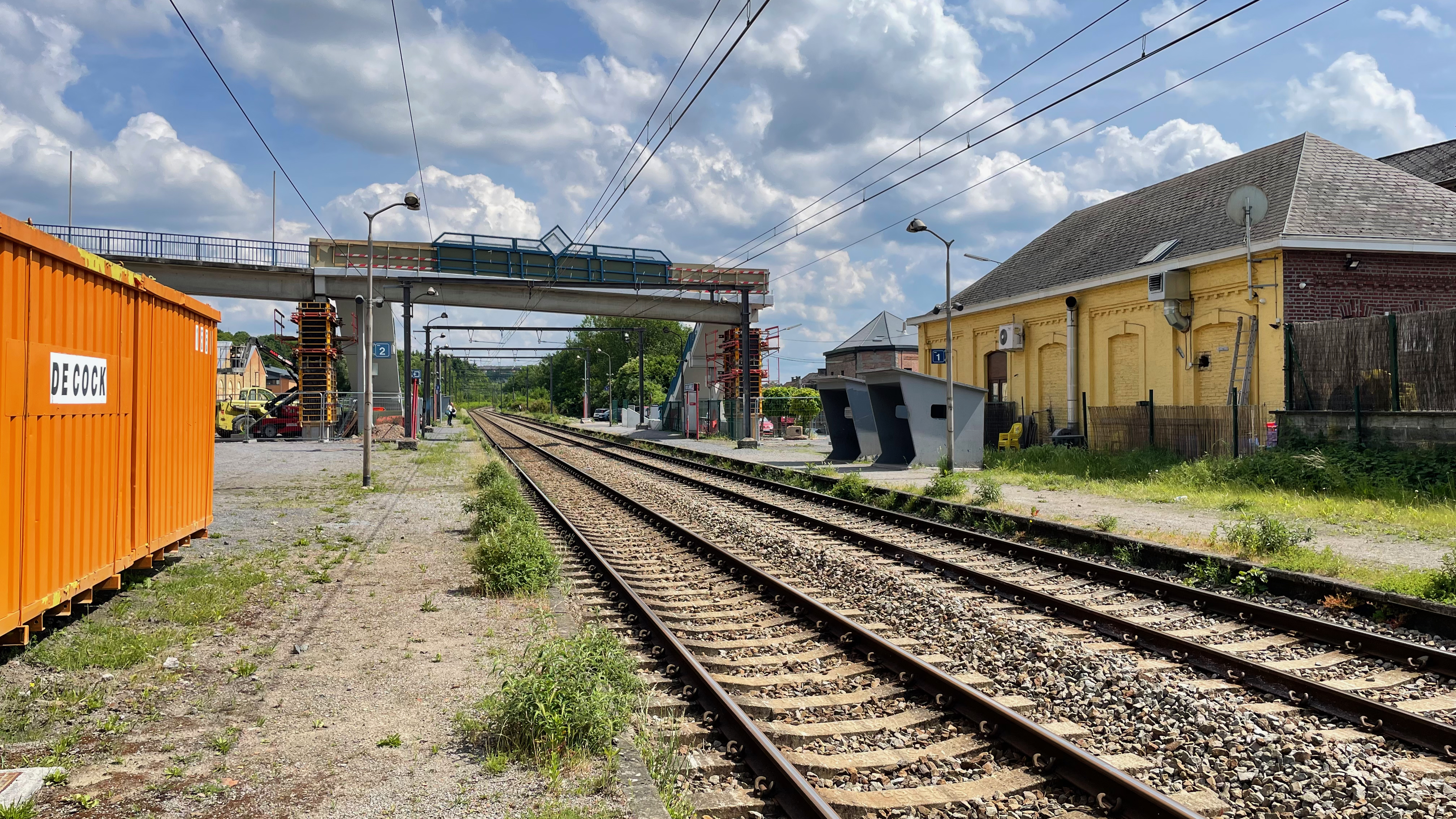
La gare, de Morlanwelz-Mariemont.

### Transports
Transports en commun : la localité est notamment desservie par le bus 30 Anderlues - Morlanwelz - La Louvière - Strépy-Bracquegnies - Thieu. La ligne 82 permet de se rendre vers Trazegnies et vers Mons SNCB ainsi que le 822 vers Maurage. La ligne 133 permet de se rendre à La Louvière ainsi que le 132 pour se rendre à Binche.

## Galerie

Domaine de Mariemont.
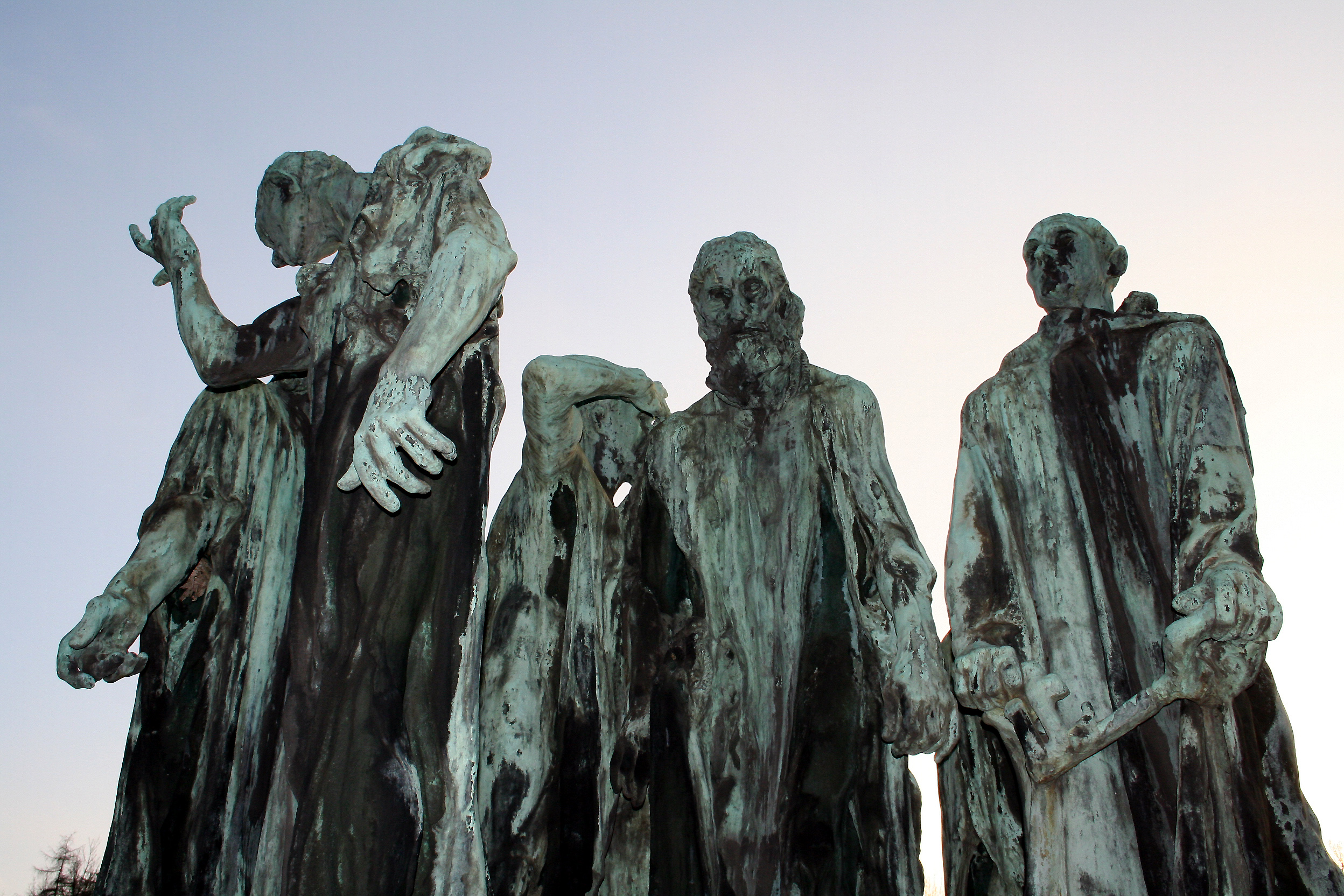
Statue les Bourgeois de Calais par Rodin, Parc de Mariemont.
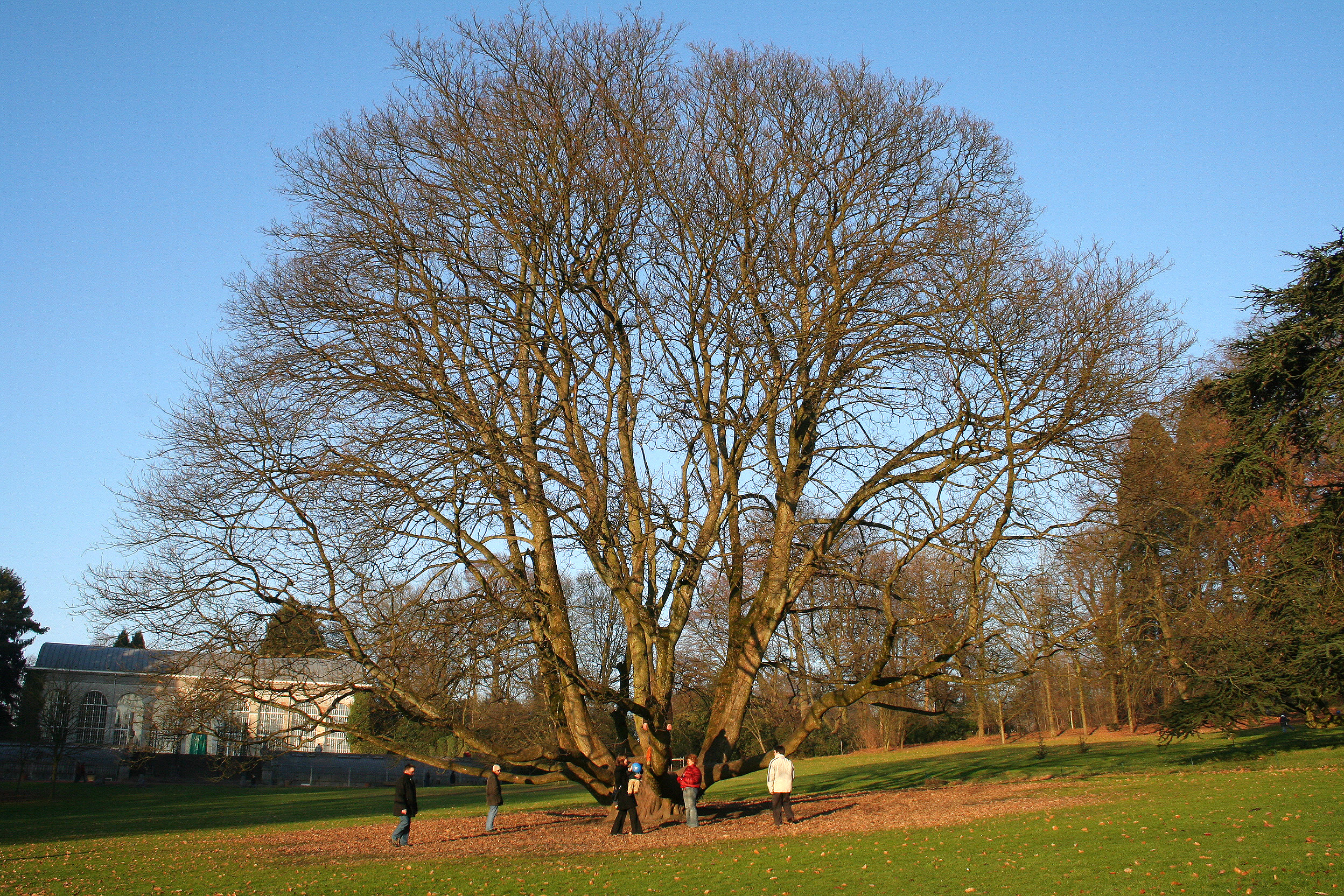
Un platane remarquable et le jardin d'hiver du parc de Mariemont.
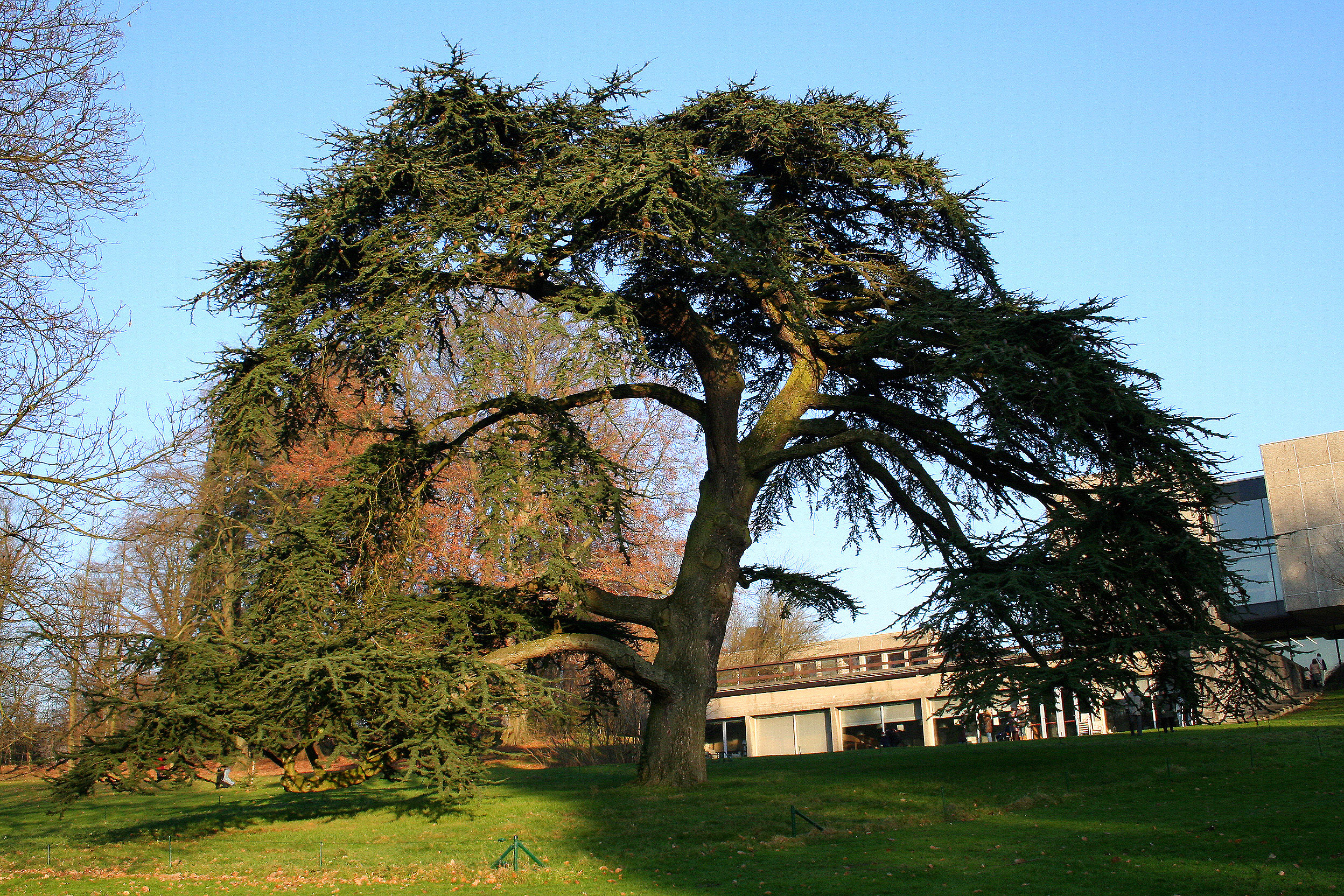
L’arboretum et le musée de Mariemont.
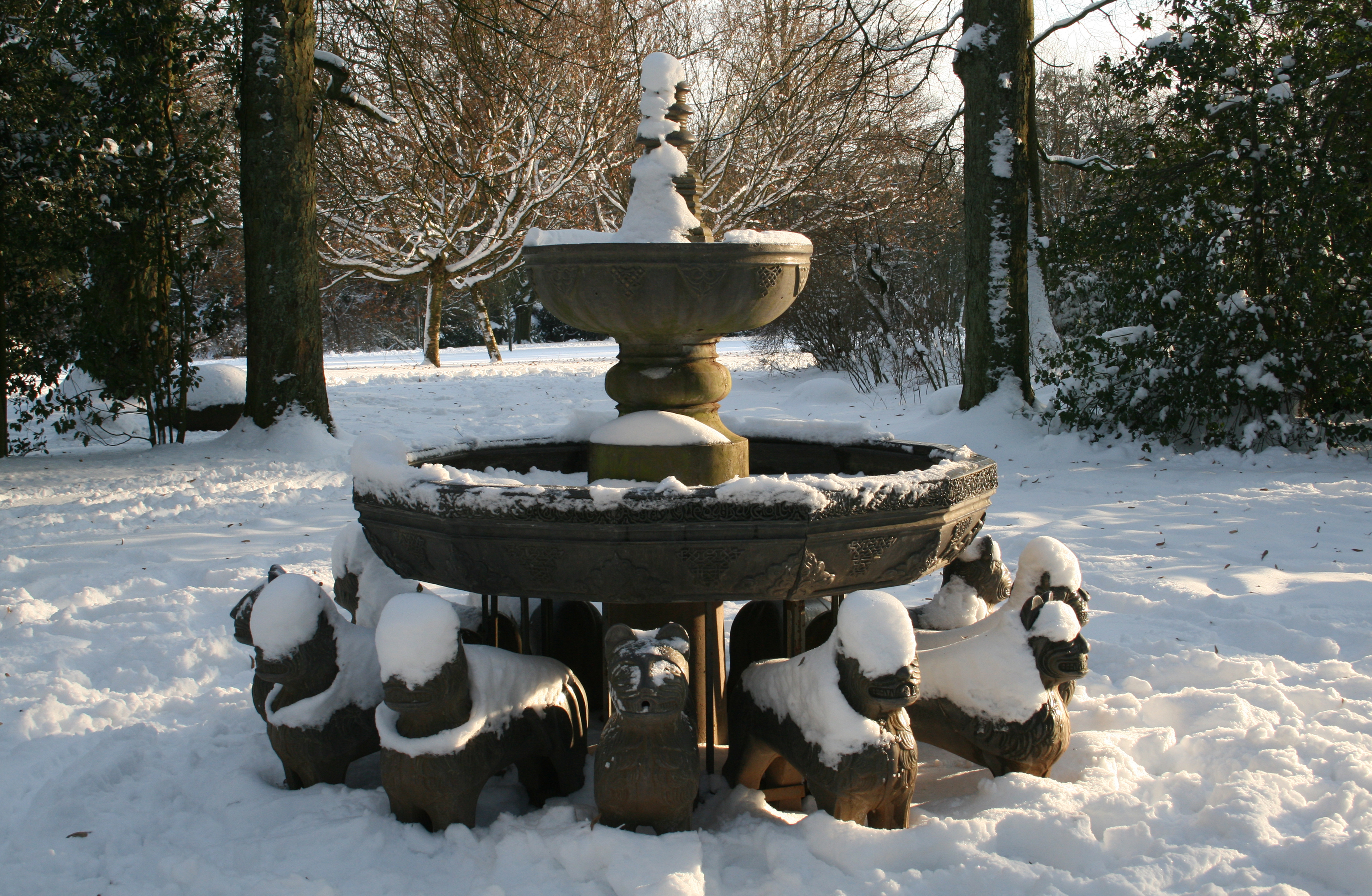
Copie de la fontaine de l'Alhambra de Grenade, Parc de Mariemont.
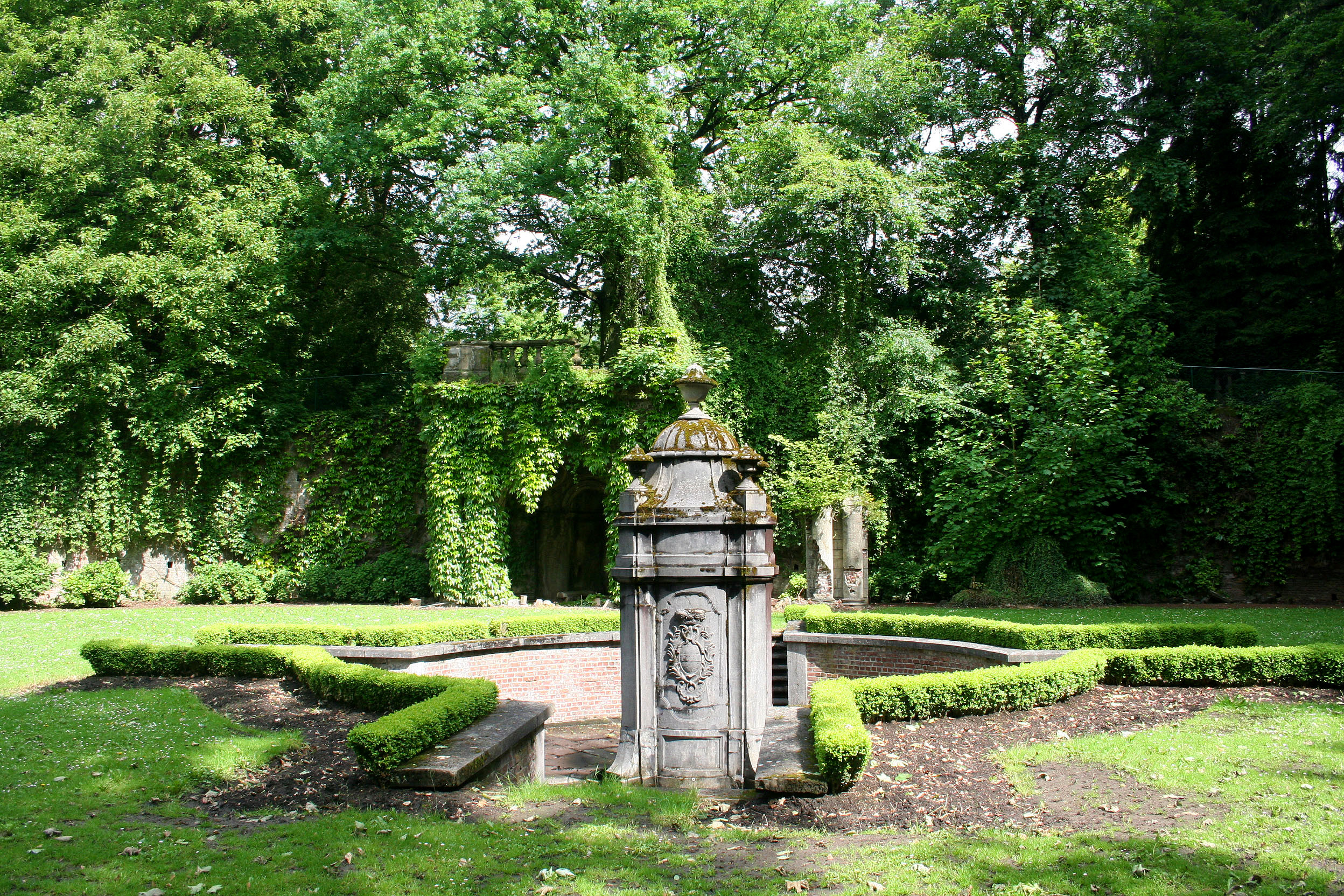
Fontaine Archiducale.
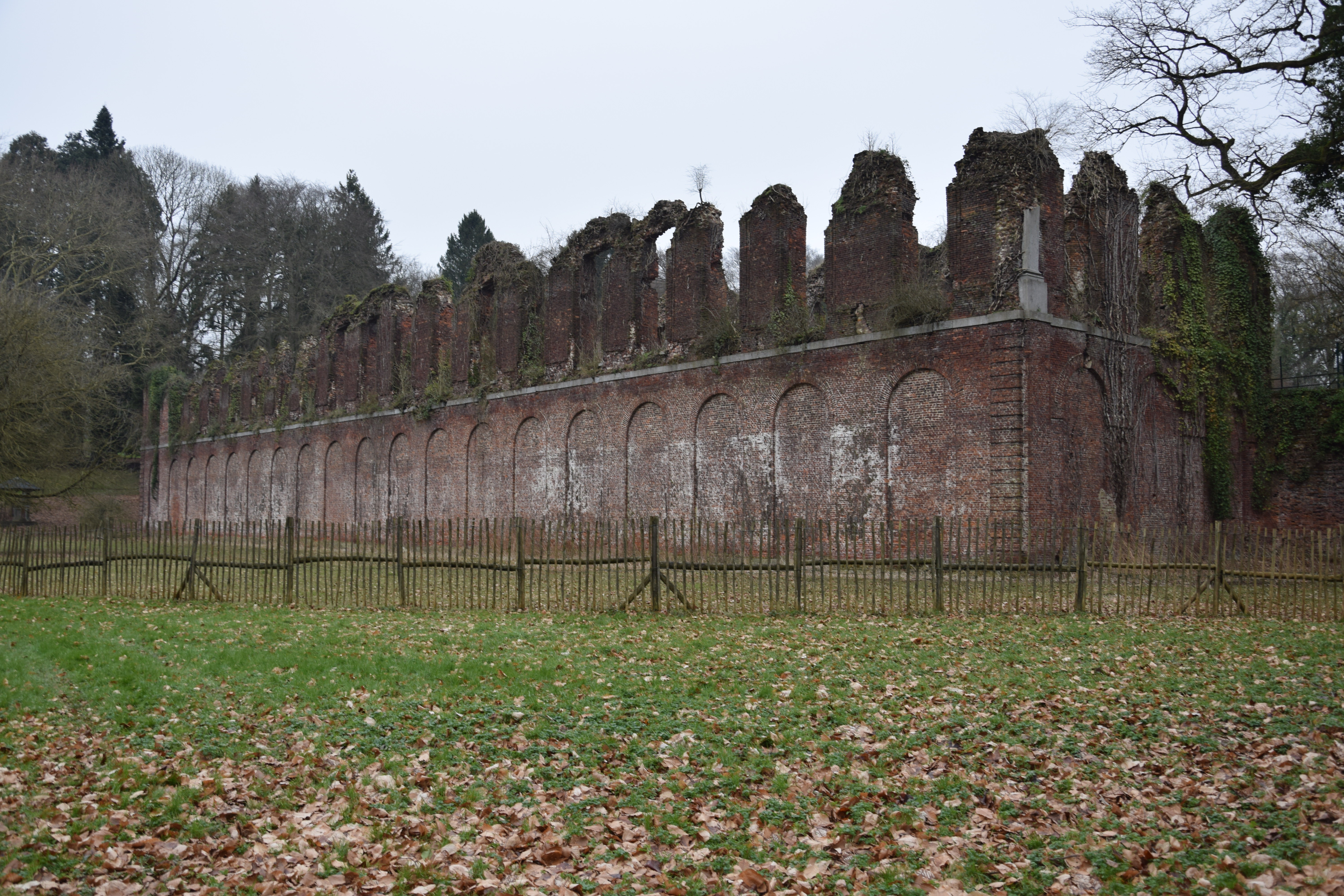
Ruines du château de Mariemont.
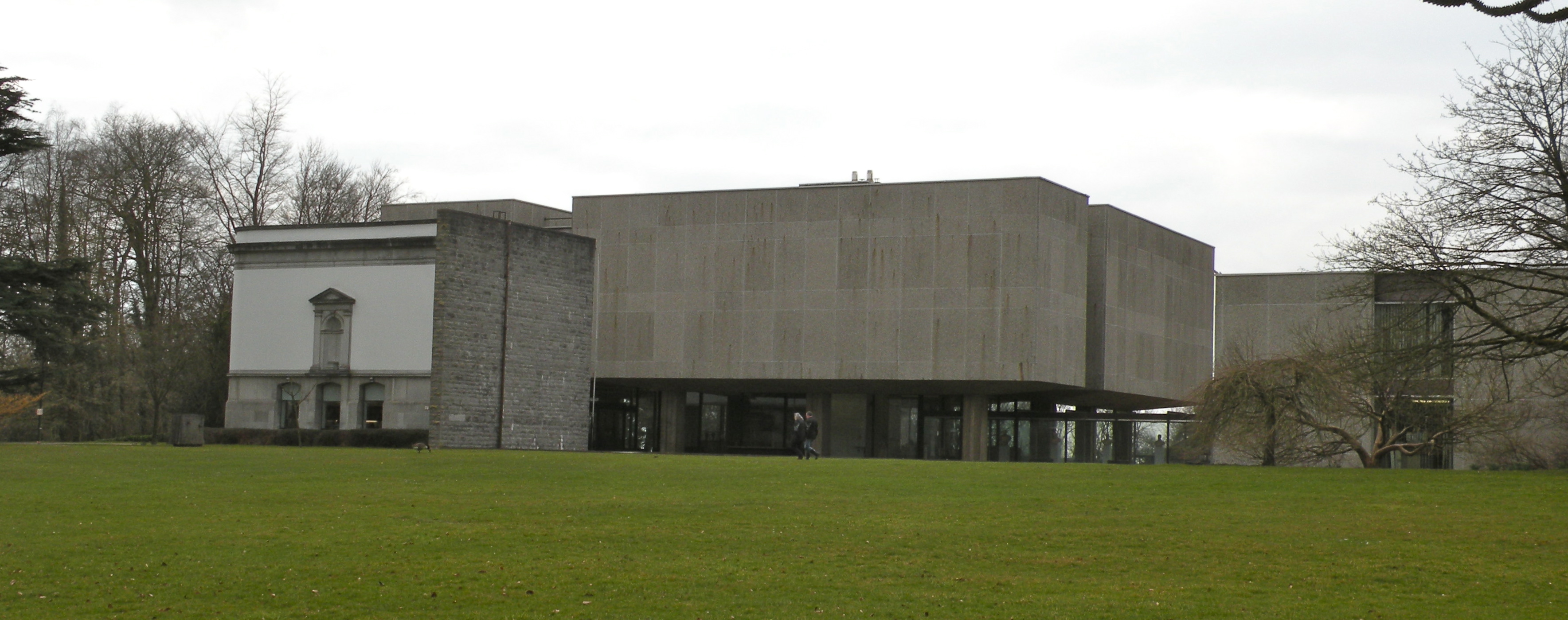
Le musée.

## Personnalités
- Brice Depasse (né en 1962), auteur, journaliste et animateur de radio.
- Elio Di Rupo (né en 1951), Ancien Premier ministre de Belgique, Ministre-président de la Wallonie et député européen.
- Francis Dusépulchre (1934-2013), artiste plasticien.
- Léon Guinotte (1879-1950), industriel et homme politique.
- Lucien Guinotte (1925-1989), peintre.
- Marius Lecompte (1902-1970), paléontologue et géologue.
- Louis Montoyer (1749-1811), architecte.
- Abel Warocqué, (1805-1864), industriel, maître de charbonnages.
- Raoul Warocqué (1870-1917), homme d'affaires et ancien bourgmestre de Morlanwelz.